# Мермерно позориште
Мермерно позориште (итал. Teatro marmoreo) јесте барокна фонтана на Тргу победе (итал. Piazza della Vittoria) у Палерму. Подигнута је 1662. близу Норманске палате у част Филипа V. Фонтану чине хармонично распоређене статуе с млазницама и балустрадама. Око постоља биле су постављене бронзане статуе Карла Априла (Carlo d’Aprile), а представљале су четири дела тада познатог света (Европу, Азију, Африку и Америку), у којима је владао краљ Шпаније; на првом нивоу су статуе четири везана Мавара или краља земаља које су пале под његову доминацију; плакете и грбови водећих градских породица завршавале су ансамбл. 
На фонтани су радили и Винћенцо Гуерцио (Vincenzo Guercio), Гаспаре и Луиђи Серпота (Gaspare e Luigi Serpotta) и Луиђи Гераци (Luigi Geraci) у типично барокном декоративном стилу. Садашња мермерна статуа представља краља Филипа V. Њу је извајао Нунцио Морело (Nunzio Morello) 1856. године уместо претходне, која је уништена током немира 1848. године. Остале статуе су замењене током 19. века. 